# Satellite KEO
Il satellite KEO è un satellite spaziale contenente una capsula del tempo, il cui lancio in orbita era previsto per il 2019. Quest'ultima porterà con sé messaggi da parte dei cittadini della Terra destinati all'umanità tra 50 000 anni, quando dovrebbe rientrare nell'atmosfera terrestre. La prima data stimata per il lancio era il 2003; in seguito la missione venne posticipata al 2006, poi al 2007/2008, quindi al 2010/2011, poi ancora al 2012 e successivamente al 2014 e infine al 2019. Al 2024, nessun lancio è mai avvenuto.
Il nome del satellite è stato scelto per riflettere lo spirito di partecipazione globale del progetto: [k], [e] e [o] sono infatti i tre fonemi utilizzati con più frequenza nelle lingue attualmente più diffuse.

## I messaggi
Ogni essere umano è invitato a scrivere un messaggio indirizzato verso il futuro. I messaggi vanno scritti sul  sito web del progetto. o inviati via posta. Inoltre, gli organizzatori invitano ognuno a raccogliere i messaggi dei bambini, degli illetterati e in generale di chiunque non possa inviare un messaggio di persona, in modo da rappresentare tutte le culture e ogni gruppo della Terra. Il satellite è in grado di memorizzare quattro pagine scritte per ogni abitante della Terra, che equivalgono a 6000 segni compresi gli spazi. Quando il satellite sarà lanciato, i messaggi (una volta rimosso il nome) saranno disponibili liberamente sul web.

## Altri contenuti
KEO trasporterà anche un diamante contenente una goccia di sangue umano, un campione di aria, acqua marina e terra. Il DNA del genoma umano sarà inciso su una faccia del diamante. Il satellite trasporterà anche un orologio astronomico che mostrerà la corrente velocità di rotazione di molte pulsar. Fotografie di tutte le culture e una Biblioteca di Alessandria (un compendio enciclopedico della corrente conoscenza umana) saranno incluse nella sonda.

## Aspetti tecnici
I messaggi saranno memorizzati su dei DVD vetrosi resistenti alle radiazioni. Istruzioni simboliche saranno incluse in sette formati, in modo da mostrare nel futuro come costruire un lettore DVD nel caso in cui, tra 50 000 anni, non ne esistesse più uno.
Il satellite è una sfera cava di 80 centimetri (sulla cui superficie è incisa la mappa della Terra) ricoperta da uno strato di alluminio, una protezione termica e diversi strati di titanio e altri materiali pesanti intervallati dal vuoto. La sfera è resistente alle radiazioni cosmiche, al rientro in atmosfera e alla spazzatura cosmica. Quando il satellite rientrerà nell'atmosfera terrestre la protezione termica produrrà una aurora boreale che indicherà il rientro del satellite. Il satellite è di tipo passivo, non contiene sistemi di propulsione o di comunicazione. Verrà lanciato da un razzo Ariane 5 in un'orbita alta di 1.800 km e abbandonerà la Terra per i prossimi 500 secoli, lo stesso tempo che è trascorso da quando gli esseri umani disegnavano sulle pareti delle caverne ad ora.

## Storia del progetto
Il progetto KEO venne ideato nel 1994 dall'artista francese Jean-Marc Philippe, pioniere dell'arte spaziale. I messaggi sono stati raccolti con una data iniziale di lancio fissata nel 2001. Dimostrazioni tecniche di fattibilità e ritardi vari hanno spostato il lancio fino a oggi.

## Progetti simili
Molte altre sonde includono delle capsule del tempo per gli esseri umani (o gli alieni) del futuro. Il satellite LAGEOS (che rientrerà nell'atmosfera tra 8,4 milioni di anni) contiene una placca che mostra la disposizione dei continenti sulla Terra nel passato, presente e futuro. Pioneer 10 e Pioneer 11 contengono una placca con informazioni grafiche riguardanti il loro periodo e il punto di origine. Probabilmente le più famose capsule del tempo sono quelle contenute nei due Voyager. Ogni sonda contiene un disco d'oro dove sono memorizzate immagini e suoni della Terra con immagini simboliche che spiegano come ascoltare i suoni e la localizzazione della Terra.